# 酒井宣福
酒井 宣福（さかい のりよし、1992年11月9日 - ）は、新潟県三条市出身のプロサッカー選手。Jリーグ・サガン鳥栖所属。ポジションはフォワード（FW）。

## 来歴
中学時代、次兄・高徳が所属していたアルビレックス新潟ユースの入団テストを受験したが不合格となり、卒業後は帝京長岡高等学校でプレー。高校3年次の2010年には、NIKEの「THE CHANGE」の最終セレクションへの挑戦権を得た4人のうちの1人に選ばれている。
高校卒業後の2011年、身体能力に優れ、ポストプレーが得意なセンターフォワード としてアルビレックス新潟に入団。同期入団はGK渡辺泰広、DF増田繁人。同年5月7日、J1第10節大宮アルディージャ戦の後半43分に途中出場してプロデビューを果たし、5月14日のJ1第11節柏レイソル戦でプロ入り後初めてスターティングメンバーに入った。
プロ1年目は主にFW又は攻撃的MFのポジションで試合出場を重ねたが、2年目の2012年は高徳と同じ左SB、CB、シーズン終盤にはボランチにコンバートされ、2013年から登録ポジションをMFに変更。同年6月5日には新潟とプロA契約を締結した。
2014年より新潟からアビスパ福岡に期限付き移籍。2015年12月30日、新潟に復帰することが発表された。
2016年7月、ファジアーノ岡山への期限付き移籍が発表された。
2018年1月、大宮アルディージャへ完全移籍。
2021年、サガン鳥栖に完全移籍。
同年7月にはJ1第20節・名古屋グランパス戦で決めたゴールが月間ベストゴールに選出されるなど、印象的な活躍を見せたことを理由に月間MVPに選出された。同シーズンは自身プロキャリア最多となるリーグ戦8得点をマークした。
2022年、名古屋グランパスへ完全移籍。
2024年7月4日、レノファ山口FCに期限付き移籍。シーズン終了後には山口への期限付き移籍期間満了、及び名古屋との契約満了が発表された。
2025年、サガン鳥栖へ加入。2021年以来、4シーズン振りの復帰となった。

## 人物
父親が日本人で母親がドイツ人。四人兄弟の三男で、長兄は柔道家の酒井高喜、次兄はヴィッセル神戸に所属するDFの酒井高徳、弟は元サッカー選手の酒井高聖。

## 所属クラブ
- 三条サッカースポーツ少年団
- レザーFSジュニアユース
- 2008年 - 2010年 帝京長岡高等学校
- 2011年 - 2017年 アルビレックス新潟
  - 2014年 - 2015年 アビスパ福岡 (期限付き移籍)
  - 2016年7月 - 同年12月 ファジアーノ岡山 (期限付き移籍)
- 2018年 - 2020年 大宮アルディージャ
- 2021年 サガン鳥栖
- 2022年 - 2024年 名古屋グランパス
  - 2024年7月 - 同年12月 レノファ山口FC (期限付き移籍)
- 2025年 - サガン鳥栖

## 個人成績
| 国内大会個人成績 | 国内大会個人成績 | 国内大会個人成績 | 国内大会個人成績 | 国内大会個人成績 | 国内大会個人成績 | 国内大会個人成績 | 国内大会個人成績 | 国内大会個人成績 | 国内大会個人成績 | 国内大会個人成績 | 国内大会個人成績 |
| 年度             | クラブ           | 背番号           | リーグ           | リーグ戦         | リーグ戦         | リーグ杯         | リーグ杯         | オープン杯       | オープン杯       | 期間通算         | 期間通算         |
| 年度             | クラブ           | 背番号           | リーグ           | 出場             | 得点             | 出場             | 得点             | 出場             | 得点             | 出場             | 得点             |
| 日本             | 日本             | 日本             | 日本             | リーグ戦         | リーグ戦         | リーグ杯         | リーグ杯         | 天皇杯           | 天皇杯           | 期間通算         | 期間通算         |
| ---------------- | ---------------- | ---------------- | ---------------- | ---------------- | ---------------- | ---------------- | ---------------- | ---------------- | ---------------- | ---------------- | ---------------- |
| 2011             | 新潟             | 29               | J1               | 3                | 0                | 0                | 0                | 0                | 0                | 3                | 0                |
| 2012             | 新潟             | 29               | J1               | 2                | 0                | 1                | 0                | 1                | 0                | 4                | 0                |
| 2013             | 新潟             | 13               | J1               | 7                | 0                | 3                | 0                | 1                | 0                | 11               | 0                |
| 2014             | 福岡             | 20               | J2               | 37               | 7                | -                | -                | 1                | 0                | 38               | 7                |
| 2015             | 福岡             | 20               | J2               | 39               | 7                | -                | -                | 3                | 3                | 42               | 10               |
| 2016             | 新潟             | 23               | J1               | 9                | 0                | 3                | 0                | -                | -                | 12               | 0                |
| 2016             | 岡山             | 25               | J2               | 6                | 0                | -                | -                | 2                | 0                | 8                | 0                |
| 2017             | 新潟             | 23               | J1               | 11               | 1                | 2                | 0                | 1                | 0                | 14               | 1                |
| 2018             | 大宮             | 20               | J2               | 36               | 3                | -                | -                | 0                | 0                | 36               | 3                |
| 2019             | 大宮             | 20               | J2               | 22               | 2                | -                | -                | 2                | 0                | 24               | 2                |
| 2020             | 大宮             | 20               | J2               | 5                | 0                | -                | -                | -                | -                | 5                | 0                |
| 2021             | 鳥栖             | 15               | J1               | 29               | 8                | 2                | 0                | 3                | 0                | 34               | 8                |
| 2022             | 名古屋           | 9                | J1               | 17               | 2                | 5                | 1                | 0                | 0                | 23               | 3                |
| 2023             | 名古屋           | 9                | J1               | 20               | 0                | 4                | 4                | 4                | 0                | 28               | 4                |
| 2024             | 名古屋           | 9                | J1               | 3                | 0                | 1                | 0                | 1                | 0                | 5                | 0                |
| 2024             | 山口             | 51               | J2               | 10               | 2                | -                | -                | -                | -                | 10               | 2                |
| 2025             | 鳥栖             | 15               | J2               |                  |                  |                  |                  |                  |                  |                  |                  |
| 通算             | 日本             | 日本             | J1               | 101              | 11               | 21               | 5                | 12               | 0                | 134              | 16               |
| 通算             | 日本             | 日本             | J2               | 155              | 21               | -                | -                | 8                | 3                | 163              | 24               |
| 総通算           | 総通算           | 総通算           | 総通算           | 256              | 32               | 21               | 5                | 20               | 3                | 291              | 40               |

その他の公式戦
- 2015年
  - J1昇格プレーオフ 2試合0得点
- 2016年
  - J1昇格プレーオフ 2試合0得点
- 2018年
  - J1参入プレーオフ 1試合0得点
- Jリーグ初出場 - 2011年5月7日 J1 第10節 vs大宮アルディージャ（NACK5スタジアム大宮）
- Jリーグ初得点 - 2014年4月26日 J2 第9節 vsザスパクサツ群馬（正田醤油スタジアム群馬）

## タイトル

### 個人
- J1リーグ・月間MVP（2021年7月）
- J1リーグ・月間ベストゴール（2021年7月）
- Jリーグカップ 得点王：1回（2023年）

## 代表歴
- 2009年 U-17新潟県選抜
- 2010年 U-18JFA選抜